# انجمن فیلم کوتاه ایران
انجمن فیلم کوتاه ایران (ایسفا) | (Iranian Short Film Association  (ISFA انجمن صنفی کارگری سازندگان فیلم کوتاه ایران است. این انجمن یک تشکل صنفی، غیرانتفاعی و غیردولتی، زیر مجموعه مؤسسه فرهنگی خانه سینمای ایران است که اعضای آن دست اندرکار فیلم کوتاه هستند. انجمن فیلم کوتاه ایران در سال ۱۳۸۲ تاسیس شد و در سال ۱۳۸۳ شروع به عضوگیری نمود. این انجمن در حال حاضر بالغ بر ۴۰۰ عضو دارد. 

## هیات مدیره ایسفا
مجمع عمومی انجمن فیلم کوتاه ایران روز دوشنبه مورخ ١٨ دی ماه ١۴٠٢ از ساعت ١١ در سالن سیف الله داد در خانه‌ سینما شماره یک برگزار شد و اعضای دهمین دوره هیات مدیره‌ی «انجمن فیلم کوتاه ایران» انتخاب شدند.  مسعود امینی تیرانی، امیر توده‌روستا، اسماعیل منصف، پویان شعله‌ور، محمدرضا جهان‌پناه و رضا اسدی برای یک دوره‌ی دوساله به عنوان اعضای هیات مدیره‌ و وحید نامی به عنوان بازرس انجمن فیلم کوتاه ایران انتخاب شدند. در این مجمع فائزه عزیزخانی و سوگل رضوانی به عنوان اعضا علی‌البدل هیات مدیره و کیوان معتمدی به عنوان بازرس علی‌البدل انتخاب شدند. همچنین در اولین جلسه‌ی رسمی هیات مدیره امیر توده‌روستا به عنوان رئیس هیات مدیره و پویان شعله‌ور به عنوان نائب‌رئیس، محمدرضا جهان‌پناه به عنوان دبیر و رضا اسدی به عنوان خزانه‌دار انتخاب شدند. 
در آخرین مجمع عمومی انجمن فیلم کوتاه ایران در تاریخ ۲۲ دی ماه ۱۴۰۳ ، انتخابات ترمیمی برای پر کردن جای خالی دو عضو علی‌البدل هیات مدیره برگزار شد و جناب آقای هادی معنوی پور با ۹۶ رای به عنوان علی‌البدل اول و سرکار خانم نوشین معراجی با ۵۱ رای به عنوان علی‌البدل دوم انتخاب شدند. همچنین جناب آقای وحید نامی با ۱۰۱ رای به عنوان بازرس اصلی و جناب آقای اصغر سید حسینی با ۳۶ رای به عنوان بازرس علی‌البدل انتخاب شدند.

## جوایز آکادمی فیلم کوتاه ایران
این رخداد از سال ۱۳۸۷ - با نام جشن مستقل فیلم کوتاه ایران- به طور سالانه توسط انجمن صنفی فیلم‌ کوتاه ایران برگزار شده و در آن آکادمی داوری ایسفا از میان فیلم‌های کوتاه تولید شده در یک سال منتهی به جشن، بهترین‌های فیلم‌ کوتاه ایران را انتخاب می‌کند. تاکنون۱۴ دوره‌ از جوایز آکادمی فیلم کوتاه ایران برگزار شده است.  به دلیل مکانیسم ‌داوری و انتخاب فیلم‌ها که با رای اعضای صنف فیلم‌کوتاه صورت می‌پذیرد و هم‌چنین عدم وابستگی این مراسم به ارگان‌های دولتی، جوایز آکادمی فیلم کوتاه ایران  معتبر‌ترین جایزه در حوزه‌ی فیلم کوتاه در کشور محسوب می‌گردند.
این نشان هرسال در اختتامیه‌ی جشن مستقل فیلم کوتاه به یکی از مفاخر سینمای ایران اهدا می شود. این نشان اولین دوره به عبّاس کیارستمی اهدا شده و از آن دوره هرسال به یکی از سینماگران سرشناس ایرانی تعلق می‌گیرد. این نشان تاکنون به بزرگانی چون سهراب شهید ثالث، خسرو سینایی، پرویز کیمیاوی، امیر نادری، رخشان بنی‌اعتماد و بهرام بیضایی، کیانوش عیاری، ناصر تقوایی، آربی آوانسیان، سوسن تسلیمی،‌ شیدا قرچه‌داغی اهدا شده است.

## مدرسه فیلم ایسفا
مدرسه فیلم ایسفا فعالیت خود را با مدیریت انجمن فیلم کوتاه ایران در خانه سینما آغاز کرد. دوره‌های آموزشی مدرسه فیلم ایسفا با استفاده از دانش، تجربه و توانمندی اعضای انجمن فیلم کوتاه ایران و در محل خانه سینما برگزار می‌شود. این دوره‌ها شامل دوره‌ی فیلم‌سازی یک‌ساله برای بزرگسالان و دوره‌ی فیلم‌سازی یک‌سال و نیمه برای نوجوانان و کارگاه‌های آموزشی سینمایی است. اخبار مربوط به مدرسه فیلم ایسفا از طریق سایت و شبکه‌های اجتماعی ایسفا به اطلاع علاقمندان می‌رسد. 

## سینماتک ایسفا
سینماتک ایسفا زیر مجموعه‌ی انجمن فیلم کوتاه ایران( ایسفا ) است و وظیفه‌ی آن: انتخاب، جمع‌آوری و آرشیو فیلم‌ها، برنامه‌ریزی برای نمایش فیلم‌های منحصر بفرد، نادر، چالش‌برانگیز در قالب و محتوا که امکان نمایش معمول و عادی برای آنها میسر نیست و یا بطور پیوسته به نمایش در نمی‌آیند و همچنین هر گونه فعالیت مطالعاتی و پژوهشی برای افزایش تجربه‌ی سینمایی با تمرکز بر فیلم کوتاه خواهد بود. مجموعه فعالیت‌های سینماتک ایسفا مطابق با اساسنامه انجمن فیلم کوتاه ایران خواهد بود.
دبیرخانه‌ی دائمی سینماتک ایسفا در دفتر رسمی انجمن فیلم کوتاه مستقر خواهد بود و سینماتک محدودیتی در برگزاری برنامه‌هایش در مکان‌ها و سالن‌های مختلف نمایش فیلم ندارد. منابع مالی سینماتک از طریق دریافت حق عضویت اعضا فراهم خواهد شد. مبلغ حق عضویت در زمان ثبت نام و براساس شرایط اجتماعی و اقتصادی و توسط شورای مشورتی سینماتک تعیین خواهد شد.
برنامه‌های سینما تک شامل دو گروه موضوعی و فوق‌العاده خواهد شد. برنامه‌های موضوعی شامل نمایش‌های ثابت و منظم برنامه‌ریزی شده‌ی نمایش فیلم در هر فصل و برنامه‌های فوق‌العاده شامل برنامه‌های دوره‌ای و نامنظم که بر اساس  پیشنهاد شورای  مشورتی سینماتک طراحی و اجرا خواهد شد. علاوه  بر برنامه‌های نمایش فیلم و کارگاه‌های آموزشی، فعالیت‌های تحقیقی و مطالعاتی و آرشیو موضوعات مرتبط با فیلم کوتاه نیز از جمله فعالیت‌های سینماتک خواهد بود. این فعالیت‌ها بطور  پیوسته و موضوعی می‌تواند در سینماتک تعریف و انجام شود و نتایج آن در اختیار علاقمندان قرار گیرد.
برنامه‌های سینماتک شامل  تقسیم‌بندی  زیر خواهد بود:
نمایش فیلم‌های کوتاه
مرور آثار فیلمسازان فیلم کوتاه
نمایش فیلم‌های بلند و اول  فیلمسازان  فیلم کوتاه
نمایش فیلم‌های جوایز سالانه ایسفا
نمایش فیلم‌های کوتاه خارجی
نمایش‌های افتتاحیه فیلم‌های کوتاه
کارگاه‌های آموزشی
جلسات نقد و گفتگوی سینمایی
آرشیو و ضبط تاریخ شفاهی فیلم کوتاه
کتابخانه‌ی ویدیویی فیلم‌های کوتاه
هر شخص علاقمند به فیلم کوتاه می‌تواند در صورت ثبت نام و پرداخت حق عضویت تعیین شده  از برنامه‌های سینما تک ایسفا استفاده نماید. اعضا سینما تک براساس حق عضویت و امکان دسترسی به برنامه‌ها به گروه‌های زیر تقسیم می‌شوند.
گروه اول: اعضا ایسفا و داوران آکادمی جوایز ایسفا
–  این گروه با برخورداری از ۵۰ درصد تخفیف امکان استفاده از تمامی برنامه‌های سینماتک را خواهند داشت.
گروه دوم: فیلمسازان فیلم کوتاه، هنرجویان انجمن سینمای جوانان ایران،  هنرجویان آموزشگاه‌های معتبر سینمایی و دانشجویان تمامی رشته های دانشگاهی
–  این گروه می‌توانند با ارائه کارت دانشجویی یا معرفی‌نامه و یا تایید حضور در ساخت حداقل دو فیلم کوتاه و استفاده از  ۲۰ درصد تخفیف از برنامه‌های موضوعی سینماتک استفاده کنند. استفاده از برنامه‌های فوق‌العاده سینماتک نیازمند ثبت‌نام‌های مجدد خواهد بود.
گروه سوم: هواداران فیلم کوتاه  
– تمامی علاقمندان به فیلم کوتاه می‌توانند با ثبت‌نام و پرداخت حق عضویت از برنامه‌های موضوعی سینماتک استفاده نمایند. استفاده از برنامه‌های فوق‌العاده سینماتک نیازمند ثبت‌نام‌های مجدد خواهد بود.
تمامی گروه‌ها در زمان  ثبت‌نام باید حق عضویت تعیین شده را پرداخت نمایند تا کارت عضویت دریافت نمایند و تخفیف‌های درنظرگرفته شده مربوط به خرید و استفاده از برنامه‌های موضوعی و فوق‌العاده سینماتک در هر فصل خواهد بود.
عضوگیری از طریق سامانه ثبت نام در سایت ایسفا خواهد بود. پس از ورود به سامانه، و تکمیل فرم اطلاعات و پرداخت حق عضویت، کد معرفی (QR code)   به عنوان عضو سینماتک دریافت خواهد شد.
اعضایی که در اولین دوره سینماتک و همزمان با اولین فراخوان ثبت‌نام نمایند از تخفیف ۵۰ درصدی برخوردار خواهند شد.